# Allie Bertram
Allie Bertram (Calgary, 23 giugno 1989) è un'attrice canadese, nota per aver interpretato il ruolo di Mimmi nella serie televisiva australiana Mako Mermaids - Vita da tritone.

## Filmografia

### Cinema
- Sucker Punch, regia di Zack Snyder (2011)
- In Their Skin, regia di Jeremy Power Regimbal (2012)
- Leap 4 Your Life, regia di Gary Hawes (2013)

### Televisione
- Being Erica – serie TV, episodio 2x02 (2009)
- Supernatural - serie TV, episodio 5x13 (2010)
- Smallville - serie TV, episodio 10x04 (2010)
- R. L. Stine's The Haunting Hour - serie TV, episodio 2x15 (2012)
- The Pregnancy Project, regia di Norman Buckley - film TV (2012)
- Mr. D - serie TV, episodio 1x06 (2012)
- Radio Rebel, regia di Peter Howitt - film TV (2012)
- Gara di ballo (Holiday Spin), regia di Jonathan A. Rosenbaum - film TV (2012)
- Fringe - serie TV, episodio 5x09 (2012)
- Motive - serie TV, episodio 1x01 (2013)
- Psych - serie TV, episodi 7x11-8x03 (2013-2014)
- Una madre bugiarda (Mother of All Lies), regia di Monika Mitchell – film TV (2015)
- Mako Mermaids - Vita da tritone – serie TV, 43 episodi (2015-2016)
- Milionario in incognito (Secret Milionaire), regia di Michael M. Scott - film TV (2018)

## Doppiatrici italiane
Nelle versioni in italiano delle opere in cui ha recitato, Allie Bertram è stata doppiata da:
- Elena Liberati in Radio Rebel
- Veronica Puccio in Mako Mermaids - Vita da tritone
- Erica Laiolo in Milionario in incognito